# Natalia meets En Vogue feat. Shaggy
Natalia meets En Vogue feat. Shaggy is een muziek-dvd van zangeres Natalia, meidengroep En Vogue en de Jamaicaanse Shaggy, en werd vanaf 8 april 2008 (tot dan nog) exclusief bij het weekblad Dag Allemaal verkocht. De dvd is een volledig overzicht van songs uit de concerttour Natalia meets En Vogue feat. Shaggy, die in januari 2008 in het Sportpaleis te Antwerpen plaatsvond. Sinds 27 oktober 2008 is de muziek-dvd ook verkrijgbaar in de winkels.

## Tracklist "Dag Allemaal"
- 1. Intro
- 2. Do You Wanna Funk
- 3. Gone To Stay
- 4. I Survived You
- 5. Don't Let Go
- 6. Fragile Not Broken
- 7. Boombastic
- 8. Strength of a Woman
- 9. Higher than the Sun
- 10. Like a Lady
- 11. What a Man
- 12. Little Precious
- 13. I Want You Back
- 14. Hey Sexy Lady
- 15. Angel
- 16. Ridin' By
- 17. Free Your Mind
- 18. Glamorous
- 19. Risin'
- 20. Everything & More
- 21. I've Only Begun To Fight

## Tracklist "Winkelversie"
- 1. Intro
- 2. Do You Wanne Funk
- 3. Gone To Stay
- 4. I Was Born
- 5. What Don't Kill You Makes You Stronger
- 6. I Survived You
- 7. Don't Let Go
- 8. My Lovin'
- 9. Fragile Not Broken
- 10. Bombastic
- 11. Oh Carolina
- 12. Strength Of A Woman
- 13. Higher Than The Sun
- 14. Like A Lady
- 15. What A Man
- 16. Drop A Little
- 17. Unexpected
- 18. Little Precious
- 19. Givin Him Something
- 20. Shelter
- 21. I Want You Back
- 22. Sexy Lady
- 23. Angel
- 24. It Wasn't Me
- 25. L'Urlo
- 26. Ridin' By
- 27. Free You're Mind
- 28. Glamorous
- 29. Risin,
- 30. Everything And More
- 31. Piece Of My Heart
- 32. I've Only Begun To Fight

### Hitnotering
| "Natalia Meets En Vogue feat. Shaggy" in de Vlaamse Ultratop 10 Muziek-DVD - binnen: 01-11-2007 | "Natalia Meets En Vogue feat. Shaggy" in de Vlaamse Ultratop 10 Muziek-DVD - binnen: 01-11-2007 | "Natalia Meets En Vogue feat. Shaggy" in de Vlaamse Ultratop 10 Muziek-DVD - binnen: 01-11-2007 | "Natalia Meets En Vogue feat. Shaggy" in de Vlaamse Ultratop 10 Muziek-DVD - binnen: 01-11-2007 | "Natalia Meets En Vogue feat. Shaggy" in de Vlaamse Ultratop 10 Muziek-DVD - binnen: 01-11-2007 | "Natalia Meets En Vogue feat. Shaggy" in de Vlaamse Ultratop 10 Muziek-DVD - binnen: 01-11-2007 | "Natalia Meets En Vogue feat. Shaggy" in de Vlaamse Ultratop 10 Muziek-DVD - binnen: 01-11-2007 | "Natalia Meets En Vogue feat. Shaggy" in de Vlaamse Ultratop 10 Muziek-DVD - binnen: 01-11-2007 | "Natalia Meets En Vogue feat. Shaggy" in de Vlaamse Ultratop 10 Muziek-DVD - binnen: 01-11-2007 | "Natalia Meets En Vogue feat. Shaggy" in de Vlaamse Ultratop 10 Muziek-DVD - binnen: 01-11-2007 | "Natalia Meets En Vogue feat. Shaggy" in de Vlaamse Ultratop 10 Muziek-DVD - binnen: 01-11-2007 | "Natalia Meets En Vogue feat. Shaggy" in de Vlaamse Ultratop 10 Muziek-DVD - binnen: 01-11-2007 | "Natalia Meets En Vogue feat. Shaggy" in de Vlaamse Ultratop 10 Muziek-DVD - binnen: 01-11-2007 | "Natalia Meets En Vogue feat. Shaggy" in de Vlaamse Ultratop 10 Muziek-DVD - binnen: 01-11-2007 | "Natalia Meets En Vogue feat. Shaggy" in de Vlaamse Ultratop 10 Muziek-DVD - binnen: 01-11-2007 | "Natalia Meets En Vogue feat. Shaggy" in de Vlaamse Ultratop 10 Muziek-DVD - binnen: 01-11-2007 | "Natalia Meets En Vogue feat. Shaggy" in de Vlaamse Ultratop 10 Muziek-DVD - binnen: 01-11-2007 | "Natalia Meets En Vogue feat. Shaggy" in de Vlaamse Ultratop 10 Muziek-DVD - binnen: 01-11-2007 | "Natalia Meets En Vogue feat. Shaggy" in de Vlaamse Ultratop 10 Muziek-DVD - binnen: 01-11-2007 | "Natalia Meets En Vogue feat. Shaggy" in de Vlaamse Ultratop 10 Muziek-DVD - binnen: 01-11-2007 | "Natalia Meets En Vogue feat. Shaggy" in de Vlaamse Ultratop 10 Muziek-DVD - binnen: 01-11-2007 | "Natalia Meets En Vogue feat. Shaggy" in de Vlaamse Ultratop 10 Muziek-DVD - binnen: 01-11-2007 | "Natalia Meets En Vogue feat. Shaggy" in de Vlaamse Ultratop 10 Muziek-DVD - binnen: 01-11-2007 | "Natalia Meets En Vogue feat. Shaggy" in de Vlaamse Ultratop 10 Muziek-DVD - binnen: 01-11-2007 | "Natalia Meets En Vogue feat. Shaggy" in de Vlaamse Ultratop 10 Muziek-DVD - binnen: 01-11-2007 | "Natalia Meets En Vogue feat. Shaggy" in de Vlaamse Ultratop 10 Muziek-DVD - binnen: 01-11-2007 | "Natalia Meets En Vogue feat. Shaggy" in de Vlaamse Ultratop 10 Muziek-DVD - binnen: 01-11-2007 | "Natalia Meets En Vogue feat. Shaggy" in de Vlaamse Ultratop 10 Muziek-DVD - binnen: 01-11-2007 | "Natalia Meets En Vogue feat. Shaggy" in de Vlaamse Ultratop 10 Muziek-DVD - binnen: 01-11-2007 | "Natalia Meets En Vogue feat. Shaggy" in de Vlaamse Ultratop 10 Muziek-DVD - binnen: 01-11-2007 | "Natalia Meets En Vogue feat. Shaggy" in de Vlaamse Ultratop 10 Muziek-DVD - binnen: 01-11-2007 |
| Week                                                                                            | 01                                                                                              | 02                                                                                              | 03                                                                                              | 04                                                                                              | 05                                                                                              | 06                                                                                              | 07                                                                                              | 08                                                                                              | 09                                                                                              | 10                                                                                              | 11                                                                                              | 12                                                                                              | 13                                                                                              | 14                                                                                              | 15                                                                                              | 16                                                                                              | 17                                                                                              | 18                                                                                              | 19                                                                                              | 20                                                                                              | 21                                                                                              |                                                                                                 | 22                                                                                              |                                                                                                 | 23                                                                                              | 24                                                                                              | 25                                                                                              | 26                                                                                              | 27                                                                                              |                                                                                                 |
| ----------------------------------------------------------------------------------------------- | ----------------------------------------------------------------------------------------------- | ----------------------------------------------------------------------------------------------- | ----------------------------------------------------------------------------------------------- | ----------------------------------------------------------------------------------------------- | ----------------------------------------------------------------------------------------------- | ----------------------------------------------------------------------------------------------- | ----------------------------------------------------------------------------------------------- | ----------------------------------------------------------------------------------------------- | ----------------------------------------------------------------------------------------------- | ----------------------------------------------------------------------------------------------- | ----------------------------------------------------------------------------------------------- | ----------------------------------------------------------------------------------------------- | ----------------------------------------------------------------------------------------------- | ----------------------------------------------------------------------------------------------- | ----------------------------------------------------------------------------------------------- | ----------------------------------------------------------------------------------------------- | ----------------------------------------------------------------------------------------------- | ----------------------------------------------------------------------------------------------- | ----------------------------------------------------------------------------------------------- | ----------------------------------------------------------------------------------------------- | ----------------------------------------------------------------------------------------------- | ----------------------------------------------------------------------------------------------- | ----------------------------------------------------------------------------------------------- | ----------------------------------------------------------------------------------------------- | ----------------------------------------------------------------------------------------------- | ----------------------------------------------------------------------------------------------- | ----------------------------------------------------------------------------------------------- | ----------------------------------------------------------------------------------------------- | ----------------------------------------------------------------------------------------------- | ----------------------------------------------------------------------------------------------- |
| Nummer                                                                                          | 1                                                                                               | 1                                                                                               | 1                                                                                               | 1                                                                                               | 3                                                                                               | 3                                                                                               | 4                                                                                               | 5                                                                                               | 5                                                                                               | 6                                                                                               | 7                                                                                               | 7                                                                                               | 7                                                                                               | 6                                                                                               | 5                                                                                               | 7                                                                                               | 4                                                                                               | 7                                                                                               | 7                                                                                               | 8                                                                                               | 7                                                                                               | uit                                                                                             | 9                                                                                               | uit                                                                                             | 5                                                                                               | 4                                                                                               | 4                                                                                               | 7                                                                                               | 7                                                                                               | uit                                                                                             |